# Belváros (Debrecen)
Debrecen belvárosa lényegében megegyezik a történelmi városmaggal, aminek mérete, formája kialakulásától a 18. század második feléig alig változott. A történelmi városmag a város tengelyét képező Piac utca két oldalán, az egykori árokkal megerősített városfallal körbe kerített területen jött létre. Az árok építését még Zsigmond király rendelte el a 15. század elején, eredetileg kőfallal. A kőfal sohasem épült meg, tekintve, hogy az Alföld híján van kőben. A fal helyett líciumtövissel, gledícsával kerítést építettek, mely 450 évig állt fenn. Jelképességét jelzi, hogy a magisztrátus szigorúan büntetett minden, a kerítéssel kapcsolatos kihágást. A kör alakú kerítést a nagyobb utcák torkolatánál kapuk és kisajtók (gyalogosátjárók) szakították meg, megfelelő őrséggel ellátva.
A városárkot 1862-ben töltötték fel, ekkor bontották le az őrházakat is, helyettük vámházakat emeltek. A kerítésen hét nagyobb kapu és ugyanannyi kisajtó volt. A kapuk: Miklós utcai kapu (a mai utca végén), Német utcai kisajtó, Hatvan utcai kapu (Csap és Nyugati út torkolatánál), Mester utcai kapu és kisajtó (a Hortobágy malom környékén), Csemete utcai kisajtó, Péterfia utcai kapu (a Bem tér és Ajtó utca torkolatánál), Cegléd utcai kisajtó, Szent Anna utcai kapu (a Vígkedvű Mihály utca és Attila tér környékén), Boldogfalvai kisajtó, Várad utcai kapu és kisajtó (a Nagyállomással szembeni Wesselényi utcán a felüljáró felhajtójánál). A várárok vonala – és egyben a Belváros határa – nagyjából a Wesselényi utca – Erzsébet utca – Külsővásártér – Nyugati utca – Segner tér – Vendég utca – Mester utca – Honvéd utca – Eötvös utca – Rakovszky utca-Bocskai tér – Hajnal utca – Attila tér útvonalon halad körbe.
A belváros központi területe a Nagytemplom szűkebb környéke, innen indul ki a város főutcája, a Piac utca, kelet-nyugati irányban kereszteznek az úgynevezett "derék-utcák" (pl. Széchenyi, Kossuth, Csapó utcák). A belváros emeletes házai főleg a Piac utca vonalán és a keresztutcák első felében találhatóak.

## Kialakulása
A történeti belváros három, északkeletről délnyugatnak futó homokhátságra épült, melyeken egy-egy Árpád-kori falu telepedett meg: Debrecen, Mesterfalva és Szentlászlófalva (A Debrecen nevű falu valószínűleg a X-XI., a másik kettő a XII-XIII. század fordulóján jöhetett létre). A három településmag összeépülése során alakult ki a mai városközpont, a templommal és a piactérrel. A fokozott összeépülés a XIII. század elején fejeződhetett be, a mai Debrecen fő utcahálózata és városszerkezete már ekkor kialakult. A város legrégebbi főutcái (Péterfia és Csapó utcák) jelentették a birtokhatárokat. A város a XV. században a Piactól nyugatra is elkezdett terjeszkedni Boldogfalva felé. Az egyre inkább főutca jelleget öltő Piac terjeszkedése nyomán újabb, a Hatvan utca-Csapó utca pároshoz hasonló kelet-nyugati irányú főútvonalak alakultak ki:a Cegléd (ma Kossuth) utca, vele szemben a német kereskedőkről elnevezett Német (ma Széchenyi) utca. Még délebbre ugyanilyen párost alkot a Szent Anna és a Miklós utca. Ezek a területek igazán a XVI. században népesültek be a városba menekülők betelepedésével. Kialakultak a főútvonalak kisebb összekötő utcái és sikátorai.
Az utcanevek első írásos említései szinte kizárólag a XVI. századból származnak. A század közepétől a hatalmas belső telkeken új utcákat nyitnak, az 1570-ben létrejött Új utca (a mai Bajcsy-Zsilinszky utca) jelenti a tudatos városfejlesztés első írásos bizonyítékát Debrecenben. A város már ekkor két szervezett közigazgatási egységekre tagolódott, Alsó- és Felsőjárásra; a Német- és Cegléd utcák választották el őket egymástól.

## Látnivalók

### A Nagytemplom és környéke
Hunyadi utca
A Hunyadi utca a Hunyadi családnak állít emléket, akik a város és az uradalom birtokosai voltak. Nekik köszönheti Debrecen, hogy elengedték a „kamarai nyereséget”. A földesúri jogokat a országos ügyekben intézkedő Hunyadi János helyett inkább felesége, Szilágyi Erzsébet gyakorolta; a debreceniek számos kiváltságot köszönhetnek neki.
Mátyás folytatva szülei példáját – talán debreceni emlékei is sarkallták erre: mentesítette a várost a kincstári adó alól, 1459-ben pedig lehetővé tette, hogy a jobbágyok beköltözzenek. 1477-ben Mátyás megadja a kor legnagyobb kedvezményét, szabadon megállíthatta a kereskedőket, akik áthaladtak rajta, 1484-ben pedig felmenti a város lakóit mindenféle személyi és vagyoni adó fizetése alól, a még azt is megengedi, hogy a kincstártól vett sót szabadon árusíthassák.
Bethlen utca
1898 óta viseli ezt a nevet, előtte Kis-Mester utcának hívták.
A Bethlen utca – Mester utca kereszteződésben áll a Kölcsey Ferenc Megyei Művelődési Központ. Eredetileg 1979-ben épült Mikolás Tibor terve szerint. Oldalában helyezték el Kölcsey Ferenc ülő szobrát, melyet a bontás után átszállítottak a róla elnevezett Református tanítóképző elé. Parkolójában állt egykor Lenin szobra, melyet 1990-ben ledöntöttek.
1999-ben bezárták a központot, 2003 augusztusára lebontották, helyére 2004-től Kongresszusi Központot terveztek, ami 2006-ra készült el. A Központ és a Déri Múzeum közötti tér a város legfiatalabb tere, Baltazár Dezső nevét kapta a keresztségben.
Nevét az itt állt Kölcsey házról kapta, amit a Művelődési Központ építése előtt bontottak le. Hosszú ideje a helyi városvédők harcolnak a ház visszaállításáért, vagy legalább egy Kölcsey emlékhely kialakításáért.
Darabos utca
A Darabos utca nevét egy Darabos nevű példás életű és szorgalmú polgárról kapta a 16. században. A két háború között egy ideig Lord Rothemere (1868-1940) angol sajtótulajdonos nevét viselte, aki elítélte a trianoni békeszerződést, és nemzetközi fórumon képviselte Magyarország ügyét.
A 19. számú ház helyén állt a Csokonai-család lakóháza. A kollégiumi diák itt érett költővé, innen indult kicsapatása után vándorútra, s 1800-ban ide tért vissza. Az 1802-es tűzvész ezt az épületet is elpusztította; az újjáépített házban halt meg 1805-ben Csokonai.
A 33. szám alatt Ady Endre nyomára bukkanhatunk; ebben a házban élt 1897-től mint joghallgató, majd mint újságíró.
Csapó utca
Debrecen egyik legrégibb utcája. Az utca elején tábla tájékoztat a névadásról. Az 1395-ben céhbe tömörült gubacsapóknak Hunyadi János hitvese, Szilágyi Erzsébet 1467 januárjában megengedte, hogy évente kétszer vásárt tarthassanak a Homok utcán, ahol a legtöbben laktak közülük. Az Antal- és Barabás napi vásárok idejétől kezdve nevezik az egykori Homok vagy Homokos utcát Csapó utcának. Található egy másik emléktábla is, mely Csáti Szabó Györgynek állít emléket.
Az utcán a mai napig működik a virágpiac, mely hagyományos debreceni piac.
Vár utca
Itt van a Kodály Zoltán Zeneművészeti Szakközépiskola.
1857-ben egy debreceni vaskereskedő Farkas Ferenc javaslatára hoztak létre egy alapítvány a zene terjesztésére és művelésére szánt iskola létrehozására. Az eredetileg egyemeletes eklektikus épület, melyre 1927-ben még egy emeletet húztak Tóth István építész tervei alapján, 1894-ben készült el. Jó akusztikájú hangversenytermét amorettekkel, virággirlandokkal keretezett mennyezetfreskók díszítik. Mirkovszky Géza ábrázolásával az épület rendeltetésére zenélő alakok, éneklő kórus utalnak.
1862-ben alapították a városi zeneiskolát, 1894 óta van ebben az épületben. 1906-ban Nagy Zoltán zongoraművész és zeneszerző a zeneiskola mellett zenekonzervatóriumot alapított. 1914-ben egyesítették a két intézetet. 1950-es évek elején zeneművészeti szakiskolává alakult. 1957-ben Kodály engedélyével felvette Kodály Zoltán nevét. Kodály Zoltán végrendeletében, szerzői jogdíjaiból egy részt, a szülőváros Kecskemét zenei általános iskolája mellett az "igen megszeretett" Debrecen zenei szakközépiskolájára hagyott.
Kossuth utca, Piac utca sarok

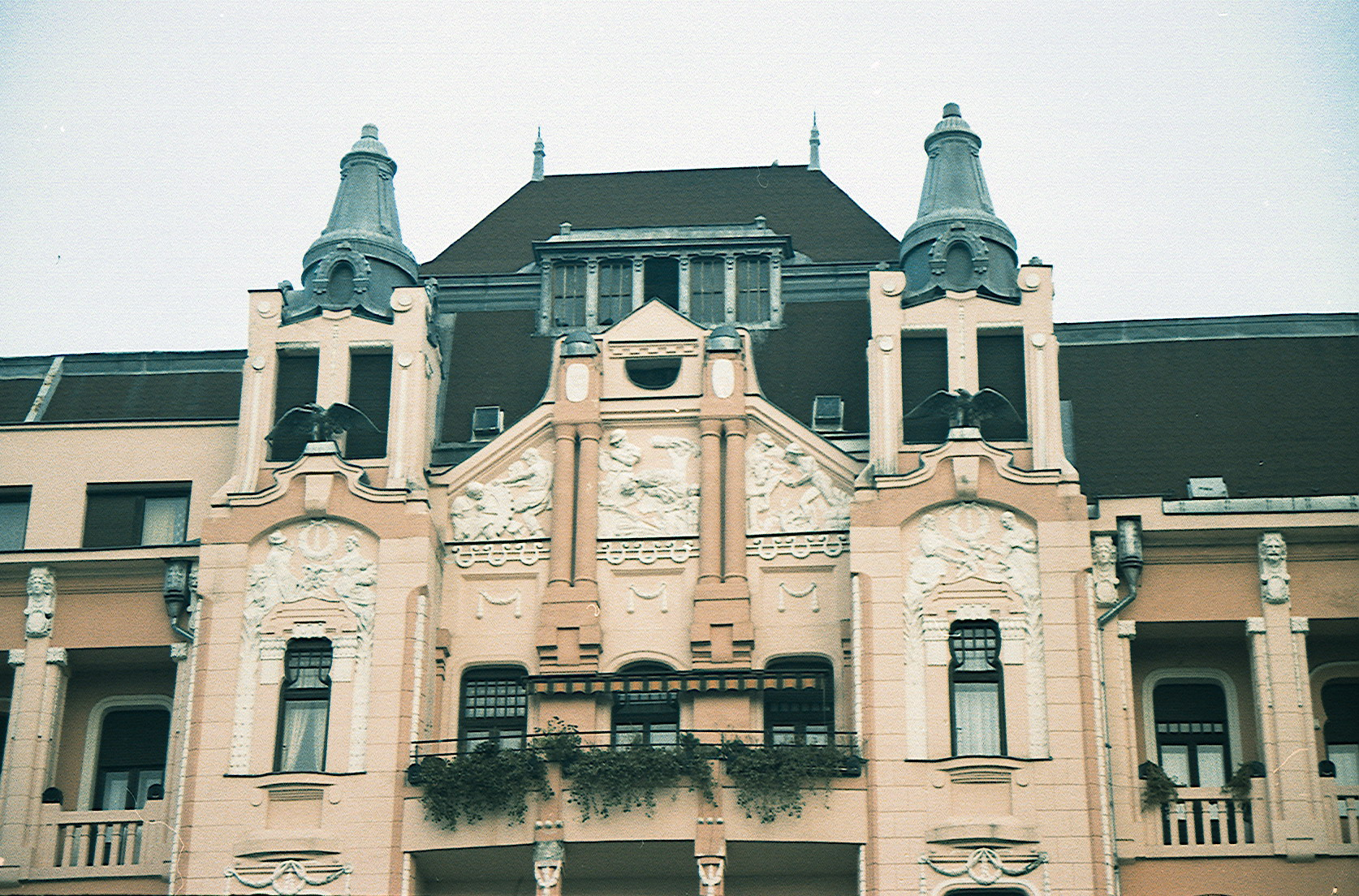
Takarékpénztár palotája

E telken állt egykor a Varga-szín, helyére emeletes házat építettek, s abba költözött át 1876-ban a Fejérló Fogadó. A jelenlegi épületet a Debreceni Első Takarékpénztár palotájának készítették 1911-ben, ifj. Rimanóczy Kálmán tervei alapján. Értékes homlokzati szobrait és domborművei Somogyi Sándor alkotásai, aki hálából készítette azokat, hiszen 1908-ban a Debreceni Takarékpénztár ösztöndíjával járt Párizsban. A domborműveken az ipart, a földművelést és kereskedelmet megjelenítő életképek vannak. A belső fajanszmunkákat a Zsolnay-gyár szállította.
Simonffy utca
Nevét Simonffy Sámuelről, a posztókereskedő főbíróról kapta, aki 10 éven át 1811-1821 között igazgatta a város ügyeit. Főbírósága alatt, mint a református egyház főgondnoka irányította a Nagytemplom építkezését, amikor 1816-ban az egyik torony elkészült, a toronyvitorlára szorgalma és fáradhatatlan buzgósága jutalmául nevének kezdőbetűi kerültek. Az 1920-as években a Nagytemplom előtti „Piacz téren” megszűnt az árusítás. A tejpiac a Simonffy utcára költözött, s itt volt a város építette egységes vasbeton sátrakban 1978-ig, ezt nevezték Halköznek, itt folyt jelentős halárusítás. A Simonffy utca – Piac utca sarkon álló épület sokáig volt kupola nélkül, de 2003 karácsonyára visszanyerte eredeti kupolás külsőjét.
Kossuth tér
A tér közepén áll Kossuth szobra. 1903-tól a városi költségvetésből különítettek el 10 000 koronát. 1909-ben országos pályázatot hirdetnek, eredménytelenül. 1910-ben Margó Edét és Pongrácz Szigfridet bízzák meg a szobortervek elkészítésével. Az általuk tervezett 10 méteres összmagasságú szoborcsoportozatot 1914. március 8-án leplezték le. A központban legmagasabban Kossuth, szónoklat közben, baljában a kardját szívéhez emelve. Reá tekint jobbra alacsonyabban kardját tartva Perényi Zsigmond, a főrendiház elnöke. Mellette serényen jegyzetel a képviselőház jegyzője Szacsvay Imre. Mindketten mártírhalált haltak. A harmadik balról Könyves Tóth Mihály debreceni lelkész, szintén halálra ítélték, 1863-ban szabadult börtönéből. A szobor talapzatának hátulján anyjától búcsúzó harcba induló fiatal katona. A téren látható Debrecen egykori főutcáján lefektetett pallójának útvonala, valamint üvegezés alatt egy darab eredeti palló, melyet az itteni munkálatok folyamán találtak.
A Kossuth-szobor mellett helyezték el a város címerét mintázó mozaik kört. Karácsony idején, itt helyezik el a mindenki karácsonyfáját. A téren impozáns szökőkút található, mintázata a magyarok bejövetelét mutatja. Felette a város jelképe a Főnix madár.
A tér Hatvan utcai torkolatában helyezték el Szabó Lőrinc egész alakos szobrát, mely a mai igényeknek megfelelően talapzat nélküli, közvetlenül a szemlélődő előtt áll egy villanyoszlopnak támaszkodva. A teret körbevevő épületekre is érdemes odafigyelni.

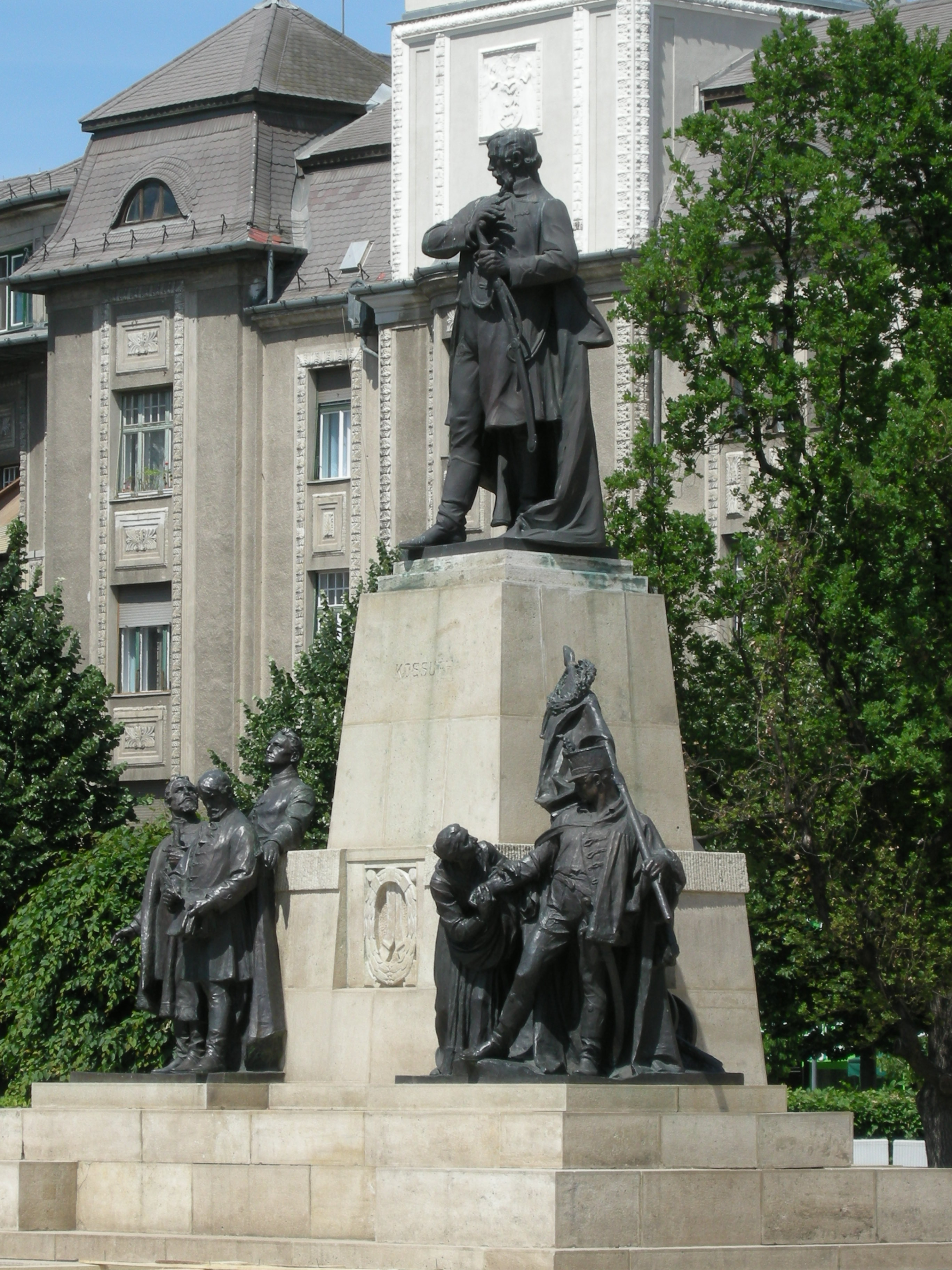
A Kossuth-szobor
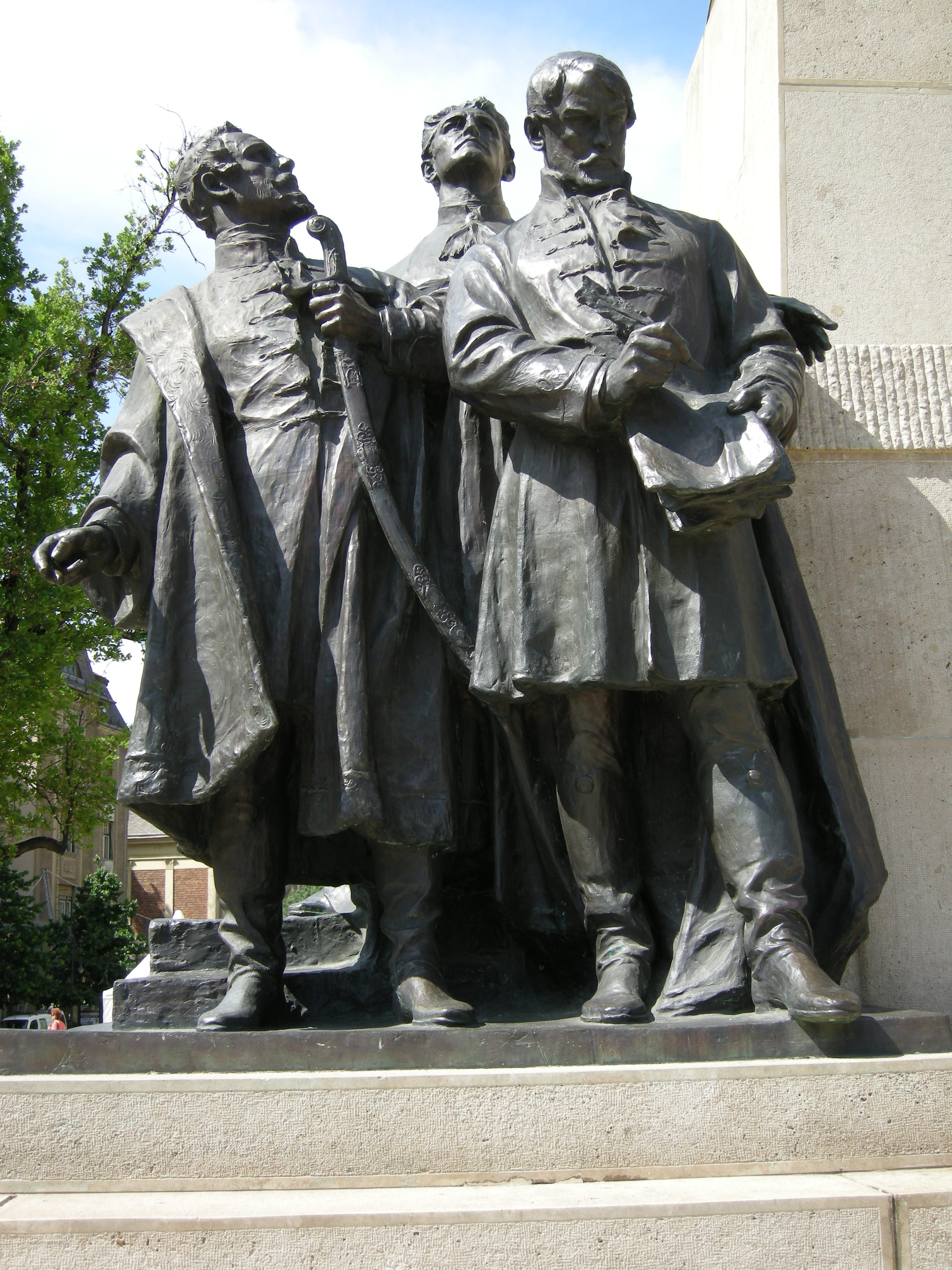
Perényi Zsigmond, Szacsvay Imre, Könyves Tóth Mihály alakjai
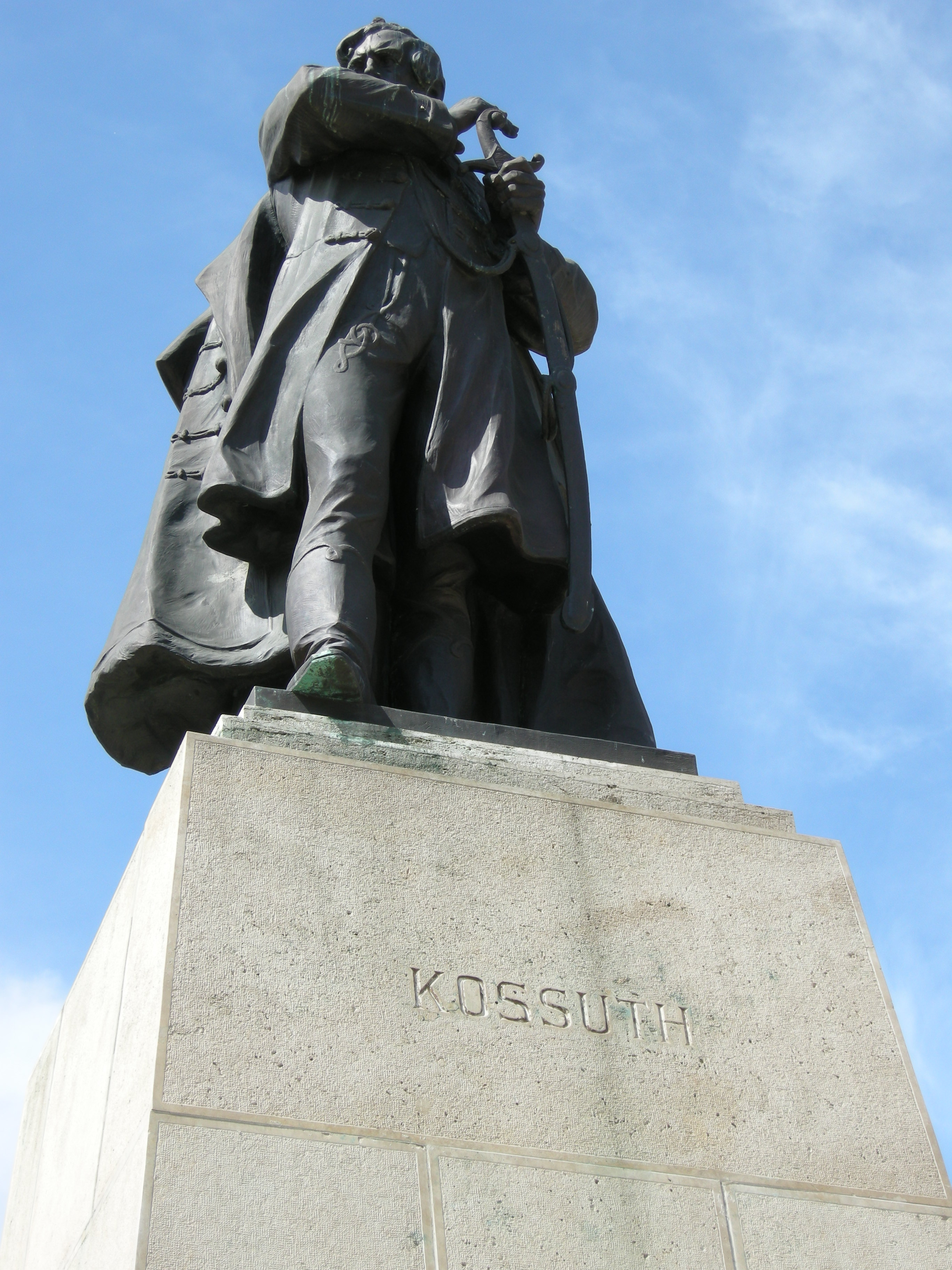
Kossuth Lajos
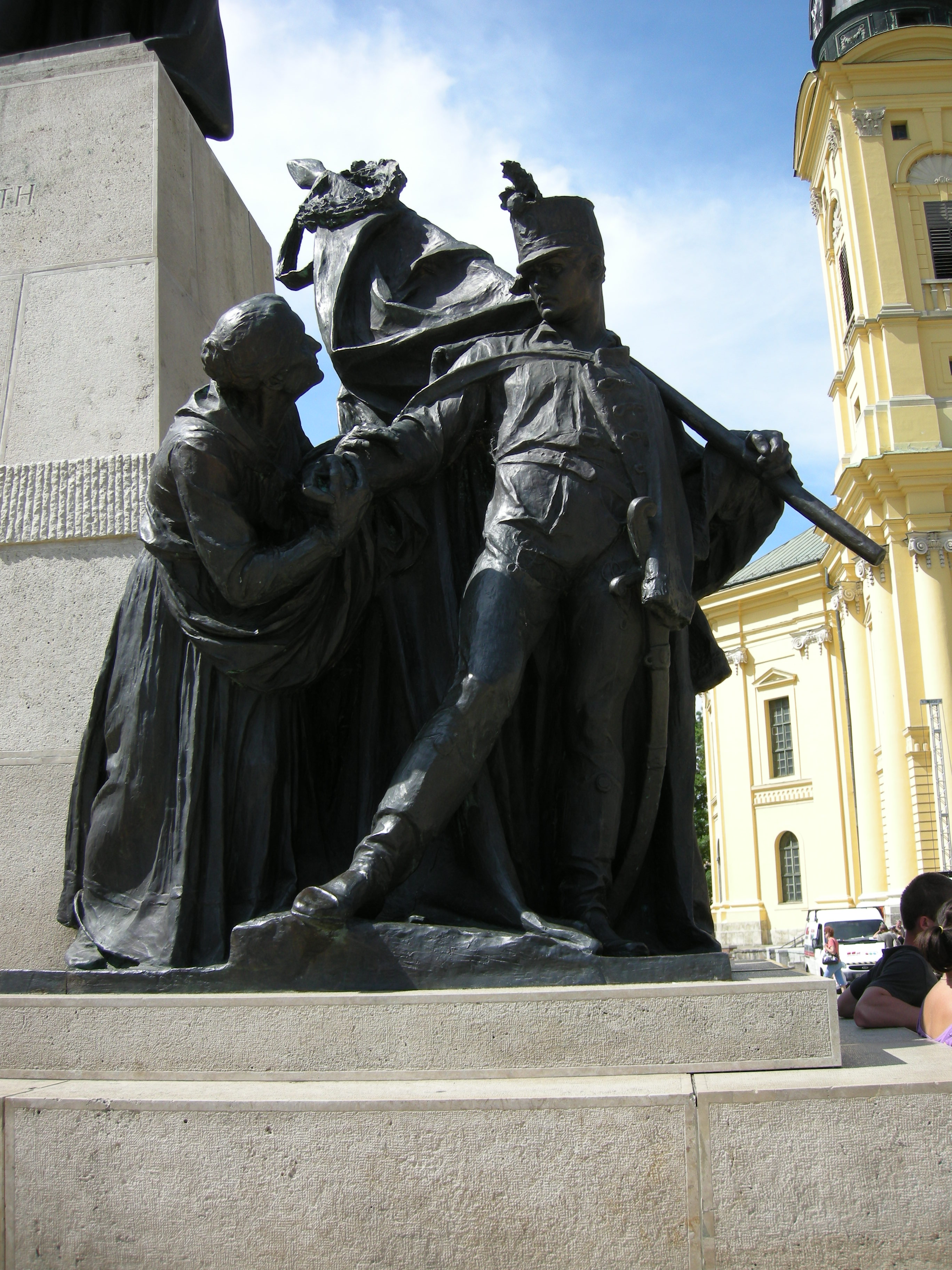
Anyjától búcsúzó katona alakja

A Kálvin tér és környéke
A Kálvin tér egykor a Nagytemplom előtti Piac térrel együtt, a város legforgalmasabb tere volt, sokáig az Egyház tér vagy Templom tér nevet viselte. Kereskedőházak és professzori lakások voltak itt. Mára jelentősen átalakult, megváltozott. A tér házaiból kisebb üzleteket, szállodát, a térből sétáló teret alakítottak ki.
Csokonai Vitéz Mihály szobra
A tér meghatározó látványa a Csokonai-szobor.
Már kissé távolabb áll az eredeti helyétől. 1862-ben kezdett gyűjtést az előző évben alakult Emlékkert Társulat. 1866-ban a szobortervek elkészítésével Izsó Miklóst bízták meg, bírását Arany János végezte. 1871. október. 11-én ünnepélyes keretek között, bár Izsó Miklós távollétében, felavatták.
A költő lanttal a baljában, zsinórdíszes magyar ruhában, dús redőzetű köpenyben áll. Elszánt tekintettel néz át a Református Kollégium felett, amelyről kicsapása után mindég elfordította a fejét, ha arra járt. Gazdag természeti háttér, szőlőfürtökkel teli tőke veszi körbe. Mivel hiteles képünk a költőről nem maradt fel, mára a szobor hiteles Csokonai-alakká vált.
Református Kollégium
A domonkosok laikus, latin nyelvű iskoláját a szerzetesek elköltözése után, 1538-ban a reformáció egyháza vette át. Az iskolában hamarosan felső tagozatot is létesítettek, s a Református Kollégium az európai nevelésügy szolgálatába állt.
1662-1668 között épült meg a kollégium négyszögletes épülete, melyben az elűzött nagyváradi diákok után, a hasonló sorsra jutott sárospatakiak telepedtek le. 1797-től a hazai felsőoktatásban először itt vezették be a magyar nyelvű oktatást. Az 1848–49-es forradalom és szabadságharc idején a Debrecenbe menekült kormány forradalmi országgyűlései a Kollégiumban üléseztek csaknem fél éven át.
Az 1662-1668 között épített kollégiumi épület, 1802-ben leégett. 1803-ban Péchy Mihály által küldött tervek alapján megkezdték az építkezést, Éderer és Huzl építőmesterek, majd Rabl Károly és öccse Kornél dolgoztak az épületen, amely 1816-ban készült el. A méltóságos nyugalmat árasztó homlokzatot a Nagytemplom építészeti elemeivel egyezően féloszlopok tagolják.
A tér egyéb látnivalói
A Kálvin tér 17. szám alatt álló Református Püspöki Hivatal 1888-89-ben épült Gregersen Gábor és Fischer Károly tervei szerint.
A Kálvin tér délkeleti sarkán épült fel a Kálvin tér üzletközpont, a Vár utca mellett. A debreceni vár, vagy várkastély a város 12. századi birtokosainak a Dósa-családnak volt a rezidenciája, bár inkább csak egy megerősített udvarház volt. A mai üzletház 1988-ban épült Kertai László tervei alapján, az udvarház jellegét visszaadva.
Emlékkert
Az Emlékkert a Nagytemplom és a Kollégium között, a Püspöki Hivatal szomszédságában található kisebb tér. Itt található a Bocskai-szobor és a Gályarabok emlékoszlopa. Az előbbi Bocskai István fejedelem budapesti szobrának másolata, Holló Barnabás alkotása, amelyet 1906-ban avattak fel. Talapzatát félalakos hajdúfigurák díszítik. A Gályarabok emlékoszlopa özvegy Hegyi Mihályné alkotása 1895-ből, amely az 1673-ban törvény elé idézett, majd 1675-ben gályarabnak eladott 41 debreceni protestáns lelkész nevét örökíti meg.
Füvészkert utca
A Püspöki Hivatal szomszédságában, a Füvészkert utca 2. szám alatti, kora eklektikus stílusú épületet Gerster Kálmán tervezte 1880-ban. Az egykori Gazdasági Akadémiában a Déri György Néprajzi Múzeum kapott helyet az 1940-es években; ma a Református Kollégium Általános Iskolája működik az épületben.
Déri tér
A Kálvin tértől nem messze található a Déri tér. Fő látnivalói a téren található szobrok, a Déri Múzeum és a Nemzeti Bank épülete. A Déri tér napjainkra megújult, működik a szökőkút, és kulturális események helyszíne.
Hatvan utca
Onnan kapta a nevét, hogy a 15. században, amikor megnyitották, mindkét oldalán 30-30 telket mértek ki új házak építésére.

### A Kossuth tértől a Nagyállomásig
Nagyállomás
Az 1839. évi országgyűlés december 6-i kerületi ülésén, a vasútépítéséről szólva Deák Ferenc javasolja a Debrecen-Pest közötti vonal építését javasolja. 1847-ben Szolnokig tartó vonalat adták át. 1851-ben a debreceniek Bécsben adják át kérelmüket, 1852 tavaszán megkezdődnek a felmérések, 1000 forint értékű részvényt vásárol a város, majd megkezdi a munkások toborzását az építéshez. Az új vasút vonalat az indóházzal és állomásépülettel együtt 1857. november 19-én avatták fel. 1890-ben megalakult a MÁV és a debreceni üzletvezetősége is. 1900-as évek elején létrehozzák a MÁV Jármű Javítót. Az 1944. június 2-án délelőtt negyedórás bombatámadás érte a Nagyállomást és a környékét. A támadás eredménye 1000 halott, romok. Az állomás épület súlyosan megrongálódott 17-ével a támadás után a megmaradt, kijavított épületet lerombolják, és újat adtak át.
Az új állomásépületet Kelemen László tervei alapján készült, és 1961-ben avatták fel. Várócsarnokának keleti és nyugati falát Domanovszky Endre két, egyenként 85 m²-es (6,8 m×12,6 m) sgraffitója díszíti. A helyi megnevezése a vasútállomásnak „Nagyállomás”, tekintve, hogy volt a Külsővásártéren egy „Kisállomás” is.
Petőfi tér
A rendszerváltás előttig a tér középső részén a szovjet repülők emlékműve állt – dacára annak, hogy a szovjetek is bombázták a várost. 1945-ben állították fel a szovjet csapatok. Márvánnyal borított obeliszkjét Sah moszkvai szobrásznő reliefjei díszítik: egy TU-2-es könnyűbombázó, s az oszlop négy oldalán koszorút vivő katonák. Ma a helyén a bombázások áldozatainak kopjafája áll.
A tér északi sarkában Petőfi Sándor szobra áll, emlékül, hogy egykoron – 1843–44 telén – errefelé lakott. A négy méter magas talapzaton álló, másfélszeres életnagyságú szobrot Medgyessy Ferenc készítette a debreceni „48-as Szoborbizottság” felkérésére, mely 1947-ben érkezett hozzá, a háború utáni bronzhiányt a város, a közterein álló, de tetszést nem nyert szobrok, beolvasztásából fedezte.
A tér Nagyállomás felőli részén állt egykor a várad utcai kapu. Helyét tábla jelzi, közel hozzá szökőkút mellett lehet megpihenni, mely este kivilágítva gyönyörködtet. A tér a létét a bombázásoknak köszönheti, az itt álló épületeket elpusztítva, rombadöntve.
Kereskedelmi és Iparkamara épülete
1911-ben épült, tanácsi, majd önkormányzati épületnek használták. Eklektikus homlokzatát Bethlen Gyula plasztikái díszítik. A kupolán a glóbuszt tartó három nőalak, az első emeleti körerkély két oldalán megjelenő kereskedelmet jelképező női, ipart megjelenítő erős férfialak egyaránt az épület eredeti rendeltetésére utal. Ugyanígy a 3. emeleti ablakok felett elhelyezett dombormű, mely a Merkúr botot tartó Hungáriához jövő parasztokat, mesterembereket és kalmárokat örökít meg, példázva vele a mezőgazdaság, az ipar és a kereskedelem egymásrautaltságát. Falán emléktábla örökíti meg az 1914-es pokolgépes merényletet, melynek a két esztendeje alapított hajdúdorogi görögkatolikus egyházmegye első püspöke, Miklóssy István ellen követtet el, a bukaresti katonai főiskola egyik orosz származású ezredes-tanára. A merénylet következtében a püspök három munkatársa meghalt.
Piac utca
A Piac utca Debrecen egyik legfontosabb utcája. Az utca a Nagytemplom előtti piacról kapta a nevét – itt tartották a város szívében a kisebb-nagyobb napi és heti vásárokat. Előtte Várad utca volt a neve. A második világháború utáni időben átkeresztelték Vörös hadsereg utcára, 1990-től újra Piac utca.
A város egyetlen megmaradt villamosvonalának kezdeti és végszakasza a Piac utcának a Nagyállomástól Nagytemplomig tartó útvonala, mely a Nagyerdőig közlekedik. Az utca építészeti arculata a 19. századi klasszicizmusból fakad, majd a 20. század elején formálódott át a szecesszió és az eklektika hatására.
Az utca nevezetes épületei Debrecen fő látnivalói közé tartoznak, különösen a szecessziós stílusú megyeháza, a klasszicista városháza, az eklektikus Aranybika Szálló, valamint a város és a református magyarság jelképe, a kéttornyú Református Nagytemplom. A Nagytemplom 1803-1823 között épült Péchy Mihály tervei szerint. A templom nevezetességei közül kiemelkedik az 1838-ban készült és 1996-ban újjáépített műemlék orgona, mely az ország második legnagyobb mechanikus orgonája. A Nagytemplomban mondta ki 1849. április 14-én a Habsburg-ház trónfosztását és Magyarország függetlenségét Kossuth Lajos, és itt választották kormányzóvá is. Kossuth széke a ma napig megtekinthető a templomban.
Miklós utca
Nevét az egykori Szent Miklós-kápolnáról kapta, amelyet a 15. században emeltek a városba költöző ortodox vallásúak. A kommunizmusban Dimitrov utca névre keresztelték át, 1990-ben visszakapta az eredeti nevét. Az utca vége egyben a városhatárt is jelentette egykoron, erre emléktábla emlékeztet, jelölve a Miklós utcai kapu helyét. Az utca elején a Miklós utca Piac utca sarkán áll a város egyik patinás mozi épülete az Apolló mozi.
Révész-tér
Itt áll Debrecen legrégibb temploma, a Református Kistemplom. Helyén már a 17. században favázas templom állt melyet, 1670-ben tégla imaház váltott fel. Az 1719-es tűzvészben leégett. 1720-ban elkezdték a Kistemplom építési munkálatait, az ingoványos talajra épült, kevés szakértelemmel véghezvitt munka a mai napig javítások, megerősítések sorait követeli a templomtól. A keresztboltozatos lezárással épült háromhajós csarnoktemplom hagyma alakú sisakkal fedett tornya csak 1726-ban készült el, bár istentiszteletet már 1721-ben tartottak falai között. 1727-ben tűzvész rongálta meg, s javítani kellett. A rossz alapozás következtében 1766-ban, majd 1789-ben végeztek rajta felújítási munkákat. Ez utóbbi alkalmával építették meg rokokó karzatát és helyezték el benne a hangvetőkoronával ékes, copf stílusú szószéket. 1876-ban Szkalnitzky Antal vezetésével átépítették romantikus stílusban. Ekkor nyitották a torony falába a Piac utcai kijáratot, mely az utcaszintjétől két méterrel mélyebbre vezet. 1909-ben egy vihar letépte tornyáról a hagyma alakú sisakot, bástyaszerű kiképzést nyert tornyáról azóta Csonkatemplomnak is nevezik. Fennállásának 200. évfordulóján 1927-ben újabb megerősítéseket végeztek rajta. Az alapítók sírköveit 1936-ban helyezték el az előtérben, a korábban már ott álló emléktábla szomszédságában.
A Kistemplom mellett már az 1700-as évek vége felé is álltak egyházi pénztár javára jövedelmező üzletek.
Kossuth utca
A mai Kossuth utcát egykor Nagy Cegléd utcának hívták (a név a cegle „sárgafűzfa” nevéből ered; a „cegléd” füzes helyet jelent) – az 1860-as évekig a hat fő-, vagy ahogy régen mondták: derékutca egyike volt. A Méliusz térig (korábban Dohánypiac) tartott; 1894-ben, Kossuth halálának évében nevezték el Kossuth utcának. Az 1811. évi tűzvész alaposan átrendezte az utcát. Több kereskedőház leégett.
Tímár utca
A Szent Anna utcából leágazó Tímár utcát, mint a neve is mutatja tímárok, lakták. Legnevezetesebb épülete a Tímár-ház, 1993-ban emléktáblával jelölte meg a város önkormányzata, Debrecen és vidéke Ipartestülete: „Egykor ezen a városrészen sorakoztak a nagyhírű tímármesterség műhelyei. Emléküket őrzi ez a porta”.
Szent Anna utca
A Szent Anna utcán, a Batthyány utcai sarkon található házon látható Debrecen város címere. Az ősi, széles Szent Anna utca a Varga utcától a korabeli városkapuig (mai Attila tér) vezetett. Neve a reformáció idejétől a 18. századig Anna utca volt. A mai utca városközpont felőli első szakasza, a Piac utca és a Varga utca között a 19. sz. közepéig - sikátor jellegére utalva - Sánta köz, majd Szép utca, 1861 és 1898 között Teleki utca néven ismert. Ezt követően vette fel ez a szakasz is a Szent Anna utca nevet. 1953 és 1991 között Béke útja néven volt ismert.
Szent Anna utca 21.
Római Katolikus Plébánia.
A 19. század első évtizedében Debrecen, a tulajdonában álló ún. Rozgonyi-házat és a piaristáktól megvásárolt szomszédos lakóépületet alakíttatta át Litsman József tervei alapján, klasszicizáló stílusban a katolikus plébánia céljára. Az épület és telke az államosításokig Debrecen tulajdonában maradt. Az államtól az 1990-es években került az egyház tulajdonába.
Itt keresztelték meg 1848. december 16-án Petőfi Sándor honvédkapitány Zoltán nevű fiát. Itt jegyezték be keresztszülei, Arany János és felesége Ercsey Julianna nevét az anyakönyvbe. Az eseményt "Fiam születése" című költeményének részletével emléktábla örökíti meg az épület falán.
Szent Anna utca 28.
Svetits Római Katolikus Gimnázium.
Svetits Mátyásné alapítványából 1896-ban nyílt meg a Római Katolikus Polgári Leányiskola, ugyanott 1898-ban a Tanítóképző Intézet.
Az államosítás után egyházi és állami iskolák használatban állt az épületrendszer. Az 1970-es évek elején az (állami) Tóth Árpád Gimnázium részére új épülettel bővült. Mára mind a régi intézmény, mind a bővítmények az egyház tulajdonában vannak.
Szent Anna Római Katolikus Székesegyház
Eredetileg plébánia és templom, de 1993-ban székesegyházi rangra emelték a Debrecen-Nyíregyházi Egyházmegye megalapításával. Az elvesztett váradi székhelye helyett püspöki székhely.
A Szent Anna templom és rendház építése 1721-ben kezdődött. A nyugodt homlokzatú, torony nélküli barokk temploma 1811-ben megrongálódott a tűzvészben, s ezért 1834-ben felkérték az Egerből Debrecenbe költözött építőmestert, Povolny Ferencet, hogy a templomot újítsa meg és tornyokat építsen hozzá. A templom Povolny tervei alapján nyerte el végleges homlokzati kiképzését, kapta meg sisakos, copf stílusú tornyait.
Homlokzatán ma három szobrot látunk. A kapuk melletti falfülkében jobbra Szent Imre herceg, balra Szent István. A főbejárat felett az alapító Csáky Imre címere látható.
Batthyány utca
Nevét az első független magyar kormány miniszterelnökéről, gróf Batthyány Lajosról kapta. 1861-ig Harmincad utcának nevezték, az itt lakó hivatalnokról, aki a királyi harmincad adót szedte be.

## Turizmus
- Debreceni virágkarnevál

## Vonatkozó szakirodalom
- (Főszerk. Ránki György): Debrecen monográfia I - V. - Debrecen, 1981. - Alföldi Nyomda 6056.66-19-1.
- Sápy Lajos: Debrecen település és építéstörténete - Debrecen, 1972.a
- Sápy Lajos: A városrendezés kezdete Debrecenben a XIX. század elején - Debreceni Déri Múzeum Évkönyve 1948-56. - Debrecen, 1957.
- Sápy Lajos: Utcakapitányságok területi felosztása Debrecenben a XVI-XIX. században - Déri Múzeum Évkönyve 1978.
- Sápy Lajos: A régi debreceni temetők és síremlékek - Dééri Múzeum Évkönyve, 1962-64. - Debrecen, 1965.
- Debrecen templomai (Tóth könyvkereskedés, 2005) ISBN 963-596-346-7
- Kiss Tamás: Debrecen Belváros-rehabilitáció városrendezési előkészítése - HAJDÚTERV, 1981. - Dokumentáció a HBM. Levéltárban
- Sápy Lajos: Újsorosi házak Debrecenben - Déri Múzeum Évkönyve, 1972. - Debrecen, 1974.
- Tóth Pál: Debreceni utcanevek - ISBN 963-596-284-3
- Kiss Tamás: Debrecen: Műemlékvizsgálat és műemlékjegyzék - DTV. 1979. - Dokumentáció a HBM. Levéltárban